# The Green Slime
The Green Slime (ガンマー第3号 宇宙大作戦, Ganmā daisan gō: uchū daisakusen) je japansko američki znanstvenofantastični film iz 1968., tj. 1969. godine(naime japanska verzija filma je izdana 1968, dok je američka izdana godinu poslije, tj. 1969.). Film koji je režirao Kinji Fukasaku je također poznat i pod nazivom Gamma 3: Cosmic War. Ko-producenti filma su Metro-Goldwyn Mayer i tvrtka Toei. 

## Radnja
Grupa astronauta je poslana kako bi spriječila golemi asteroid da se sudari sa Zemljom. Oni se s tom namjerom spuštaju na asteroid i postavljaju eksploziv, koji potom i aktiviraju. Potom se vraćaju na dogovoreno mjesto, tj. svemirsku stanicu zvanu Gamma 3, koja se nalazi u orbiti oko Zemlje. Nažalost, jedan od znanstvenika koji je bio član te ekspedicije, nesvjesno je na svojim leđima doneo luminoznu zelenu tvar, koja se brzo može mutirati u jednooko čudovište s krakovima, koje ima sposobnost ispaljivanja smrtonosnih električnih munja. Posada Gamme 3 koristi svoja laserska oružja kako bi se obranila od vanzemaljaca, tek da bi potom otkrila kako se čudovišta hrane laserskom energijom, koja im omogućava da se brzo razmnožavaju. I dok stvorenja preplavljuju svemirsku stanicu, posada se nastavlja boriti protiv brojčano daleko nadmoćnog neprijatelja. 

## Glavne uloge
- Robert Horton kao zapovjednik Jack Rankin
- Luciana Paluzzi kao dr. Lisa Benson
- Richard Jaeckel kao zapovjednik Vince Elliott
- Bud Widom kao general Jonathan B. Thompson
- Ted Gunther kao dr. Hans Halvorsen

## Produkcija
The Green Slime je film japansko-američke ko-produkcije (ko-producenti su Metro-Goldwyn-Mayer i tvrtka Toei). Film je sniman u Japanu 1968. godine. U filmu su većinom glumili glumci iz B-razrednih filmova kao što su Robert Horton, Richard Jaeckel i Luciana Paluzzi a uz koje su još glumili i američki vojnici iz američke baze u Tokiju (i to sporedne muške uloge), te američke manekenke na privremenom radu u Japanu (glumile su sporedne ženske uloge). Komunikacija između japanske filmske ekipe i američkih glumaca se pokazala problematičnom, kao i jeftini filmski setovi, specijalni efekti i naslovna stvorenja (naime stvorenja s naslovnice se sasvim jasno raspoznaju kao ljudi u gumenim kostimima).

## Vanjske poveznice
- The Green Slime u internetskoj bazi filmova IMDb-a
- (Japanski) The Green Slime na japanskoj filmskoj bazi JMDBu
- Horror-wood Webzine  Arhivirana inačica izvorne stranice od 13. kolovoza 2007. (Wayback Machine)
- Jabootu's Bad Movie Dimension  Arhivirana inačica izvorne stranice od 18. srpnja 2007. (Wayback Machine)
- All Movie Guide profile  Arhivirana inačica izvorne stranice od 9. ožujka 2021. (Wayback Machine)